# Pitcairnia cristalinensis
Pitcairnia cristalinensis är en gräsväxtart som först beskrevs av Elton Martinez Carvalho Leme, och fick sitt nu gällande namn av D.C.Taylor och Harold Ernest Robinson. Pitcairnia cristalinensis ingår i släktet Pitcairnia och familjen Bromeliaceae. Inga underarter finns listade i Catalogue of Life.